# Aldeno
Aldeno é uma comuna italiana da região do Trentino-Alto Ádige, província de Trento, com cerca de 2.818 habitantes. Estende-se por uma área de 8 km², tendo uma densidade populacional de 352 hab/km². Faz divisa com Trento, Garniga Terme, Cimone, Besenello, Pomarolo, Nomi.